# プレミアム8
プレミアム8（プレミアム エイト）は、NHKデジタル衛星ハイビジョン（BShi）で2009年から2011年に放送された大型特集番組枠である。

## 概要
本放送開始20周年を迎えるNHK衛星放送では、これまでもハイビジョン特集などの単発特番を随時放送してきたが、2009年度から、これを平日の毎日20 - 21時台（終了時間は作品による）に定時枠として定着させ、それぞれの曜日にジャンルを決めてそれに特化した特集番組をラインナップさせた。
- 月曜日：自然（随時ワイルドライフを放送）
- 火曜日：文化・芸術
- 水曜日：紀行
- 木曜日：人物（随時100年インタビュー、知る楽を放送）
- 金曜日：エンターテインメント（随時SONGSプレミアムを放送）

NHK BSプレミアム開局後は、過去に放送されたものとして再放送が不定期に行われる。

## 主なシリーズ作品
- ドラマティックバス
- 世界史発掘!時空タイムス編集部
- 世界一番紀行